# Rindhausen
Rindhausen ist ein Ortsteil der Ortsgemeinde Asbach im Landkreis Neuwied im nördlichen Rheinland-Pfalz. Der Ort ist überwiegend landwirtschaftlich geprägt.

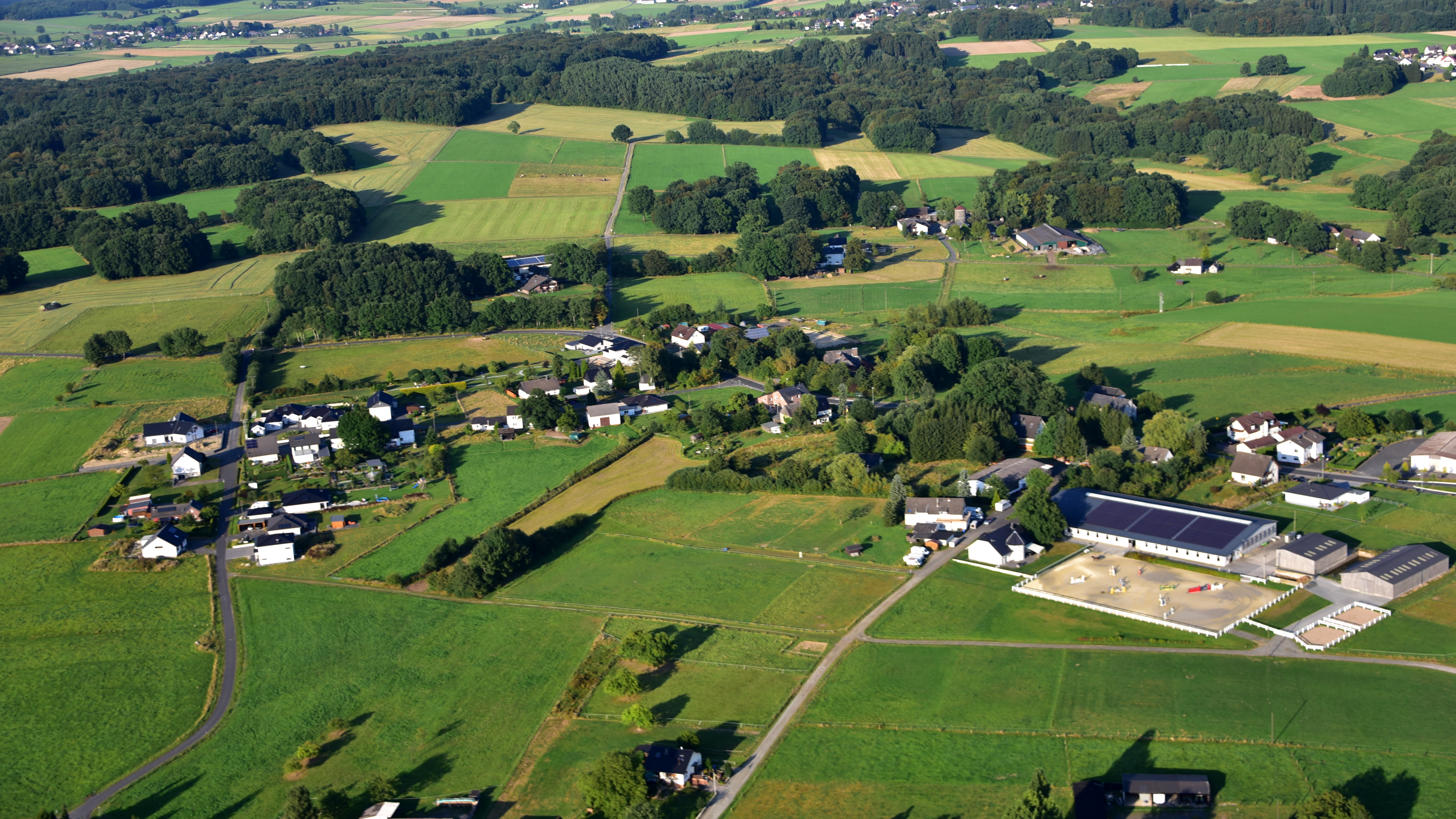
Rindhausen, Luftaufnahme (2016)

## Geographie
Das Dorf liegt im Niederwesterwald nördlich des Hauptortes Asbach auf einer Anhöhe. Westlich liegt der 292 m ü. NN hohe Limberger Kopf, auf dem bis Ende der 1950er Jahre Basalt abgebaut wurde und der heute zusammen mit dem zurückgebliebenen Steinbruchsee unter Landschaftsschutz steht. Im Norden grenzt Rindhausen an die Gemarkung von Buchholz (Westerwald). Rindhausen ist über die Landesstraße 275 mit den Hauptorten von Asbach und Buchholz verbunden. Rindhausen wird seit Dezember 2020 von der Schnellbuslinie 52 mindestens stündlich angefahren. In der HVZ wird der Takt auf einen Halbstundentakt verdichtet. Die Fahrzeit nach Hennef Bahnhof beträgt 39 Minuten, die nach Asbach Markt 5 Minuten.

## Geschichte
Der Name des Ortes ist vermutlich aus „Renthausen“ entstanden, hierbei ist unter Rente eine Landpacht zu verstehen. Die erste urkundliche Erwähnung eines „Johann Mandt zu Rynthusen“ datiert aus dem Jahr 1406.
Der Ort gehörte landesherrlich zum Kurfürstentum Köln und zum Amt Altenwied und war Teil der „Honnschaft Elsaff“. Nach einer 1660 vom Kölner Kurfürsten und Erzbischof Maximilian Heinrich angeordneten Bestandsaufnahme hatte „Rinthausen“ (Rindhausen) drei Höfe, 1787 wurden bereits sechs Häuser gezählt.
Nachdem das Rheinland 1815 zu Preußen gekommen war, gehörte Rindhausen zur Gemeinde Elsaff im damals neu gebildeten Kreis Neuwied und wurde von der Bürgermeisterei Asbach verwaltet. Nach einer Volkszählung aus dem Jahr 1885 hatte Rindhausen 65 Einwohner, die in 14 Häusern lebten.
Die in der Ortsmitte stehende Kapelle wurde 1938 errichtet.
Bis zum 16. März 1974 gehörte Rindhausen zu der bis dahin eigenständigen Gemeinde Elsaff, welche mit gleichem Datum aufgelöst wurde und deren Ortschaften entsprechend der ehemaligen Kirchspielzugehörigkeit den neu gebildeten Ortsgemeinden Asbach und Buchholz zugeordnet wurden. Hierbei kam Rindhausen zu Asbach und gehört seitdem zur Gemarkung Elsaff-Asbach. 1987 zählte Rindhausen 65 Einwohner.

## Sehenswürdigkeiten
Unter Denkmalschutz stehen:
- Ein Fachwerk-Quereinhaus aus der Mitte oder der zweiten Hälfte des 19. Jahrhunderts (Rindhausener Straße 11)
- Ein Wegekreuz aus Sandstein, bezeichnet 1881 (Rindhausener Straße 5)
- Siehe auch: Liste der Kulturdenkmäler in Asbach (Westerwald)